# Saperda internescalaris
Saperda internescalaris là một loài bọ cánh cứng trong họ Cerambycidae.